# Instituto de Seguridad Pública de Cataluña

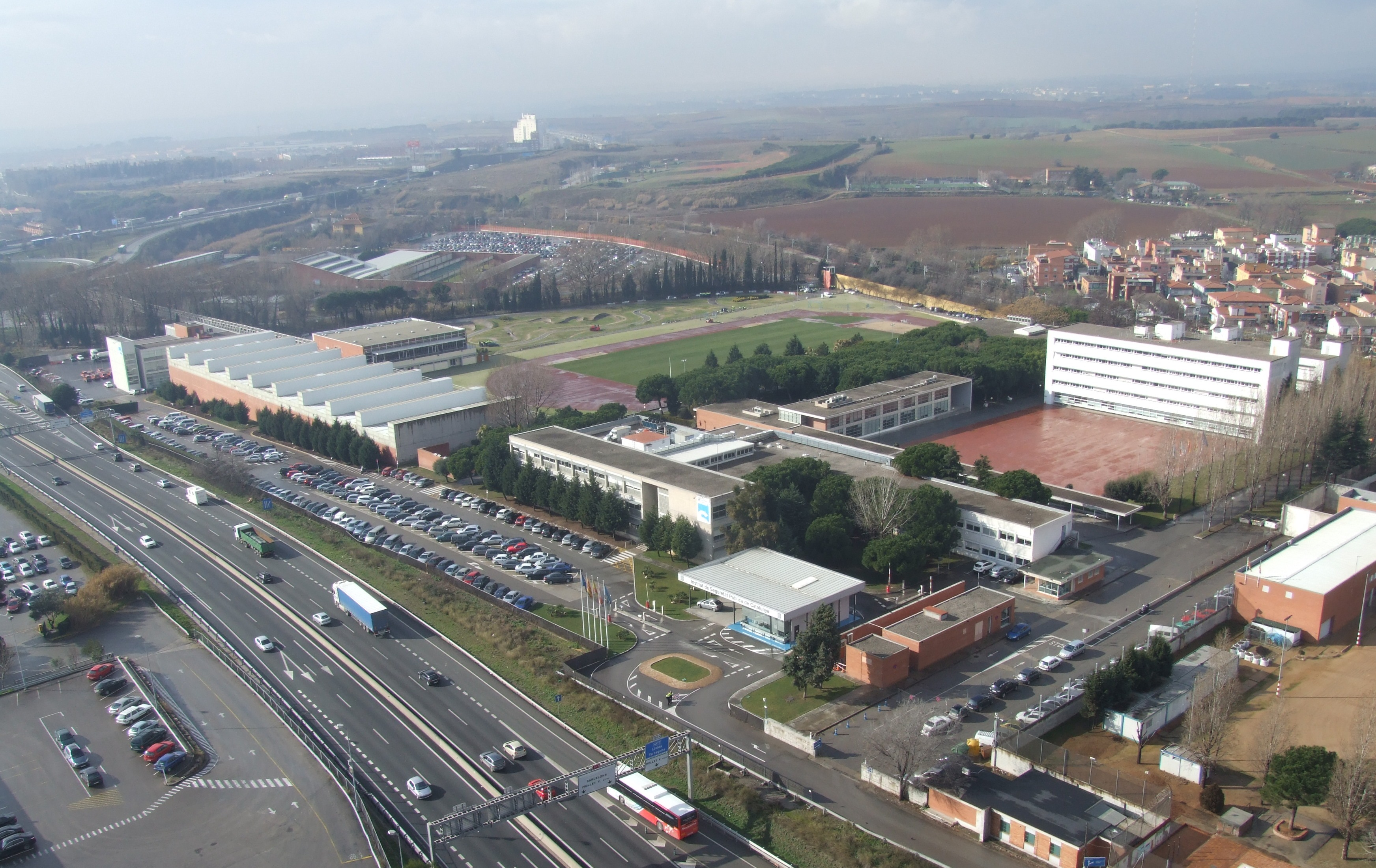
Vista aérea de la ISPC

El Instituto de Seguridad Pública de Cataluña, sigla ISPC, es un centro de formación en seguridad para el funcionariado público y otros colectivos profesionales de la seguridad catalana: Mozos de Escuadra, Guardia Urbana de Barcelona, policías locales, Bomberos, personal de Protección Civil, Agentes Rurales o policía portuaria. También asesora a otros centros formativos de seguridad privada. Es un organismo autónomo adscrito al Departamento de Interior de la Generalidad de Cataluña. Los órganos de gobierno, asesoramiento y dirección del ISPC se regulan por ley.
Según marca la ley 10/2007, la finalidad principal del Instituto es la formación de los miembros de los servicios de seguridad públicos y privados, de prevención y extinción de incendios y de salvamentos, de emergencias, de protección civil y de vigilancia, control y protección ambientales, así como la promoción de la investigación en el ámbito de la seguridad. En 2014, el ISPC se convirtió en centro asociado de la Universidad de Barcelona e imparte un nuevo grado de Seguridad.

## Historia
Los orígenes del ISPC se remontan a un primer Centro de Formación situado en la avenida Pearson de Barcelona, inaugurado el 12 de julio de 1985 para formar a las primeras promociones del cuerpo de Mozos de Escuadra. Su primer director fue Ildefonso Valls. La ley 27/1985 dio cobertura legal al organismo, ahora llamada oficialmente Escuela de Policía de Cataluña, en Mollet del Vallès. En aquel momento tenía por objetivo principal la formación de las futuras promociones de Mozos de Escuadra. También tenía que ser la escuela donde se formaran los miembros de las policías locales catalanas. El siguiente director de la institución fue desde diciembre de 1988 Jesús Maria Rodara, quien aprovecharía el gran impulso que significaron los Juegos Olímpicos para hacer de la escuela la sede de las pruebas de tiro deportivo y así poder construir instalaciones adicionales. Gracias a la tarea de la Escuela en 1994 pudo empezar el despliegue de los Mozos de Escuadra empezando por la comarca de Osona. Rodara cesó en noviembre de 1994 y Francesc Falgueras fue nombrado nuevo director. hasta julio de 1996.
La Ley de ordenación del sistema de seguridad pública de Cataluña, aprobada en 2003, supone un gran salto cualitativo por la voluntad de integrar todos los servicios sectoriales de la seguridad en un sistema coordinado y único. En respuesta a esta voluntad, en 2007 las dos escuelas pasaron a formar parte de un mismo organismo, el Instituto de Seguridad Pública de Cataluña. Esta fusión avanza en la cohesión y refuerza la articulación del sistema integral de seguridad desde los ámbitos de la formación, la investigación y la divulgación del conocimiento.
La Orden ECO/319/2014, de 15 de octubre, aprueba la adscripción del Instituto de Seguridad Pública de Cataluña a la Universitat de Barcelona y la implantación del estudio universitario oficial del grado en Seguridad.

## Instalaciones
El ISPC ocupa un recinto de 17 hectáreas, situado en un entorno abierto, con zonas arboladas que entrelazan una decena de edificios. Las instalaciones están dispuestas alrededor de espacios centrales: el patio de banderas, la pista polideportiva y la pista de tiro.
La entrada principal del campus se hace a través del edificio K, donde también está el registro general, un punto de información y el cuerpo de guardia principal. La parte teórica de la formación se imparte en 100 aulas repartidas por todo el campus, además de un auditorio con cabina de traducción simultánea para conferencias y jornadas, que se encuentra en el edificio B, donde también está el Centro de Conocimiento de la Seguridad (CCS) y los diversos servicios administrativos del ISPC. El CCS cuenta, además, con biblioteca, hemeroteca, recursos digitales, acceso a depósitos cooperativos (RECERCAT, RACO). También dispone de un fondo documental de más de 38.000 documentos. Se puede consultar a través del Catálogo de las Bibliotecas Especializadas de la Generalidad (BEG).

## Las escuelas de la ISPC
La Escuela de Policía y la Escuela de Bomberos y Protección Civil conforman una parte esencial del Instituto porque a través suyo se programan y se diseñan la mayor parte de actividades formativas que se organizan. Las escuelas imparten la formación especializada y específica de policías, bomberos y personal de protección civil, atendiendo a la singularidad de cada uno de estos colectivos. A través de las escuelas también se seleccionan y coordinan los equipos de profesorado, de carácter multidisciplinario y teniendo en cuenta su especialización académica y/o profesional.

## Publicaciones
Desde 1997, y a iniciativa del entonces director de la Escuela, Amadeu Recasens, la ISPC publica la Revista Catalana de Seguretat Pública (en catalán). Salen dos números al año y publica artículos de importantes especialistas y profesores universitarios.